# Turnera involucrata
Turnera involucrata är en passionsblomsväxtart som beskrevs av Arbo. Turnera involucrata ingår i släktet Turnera och familjen passionsblomsväxter. Inga underarter finns listade i Catalogue of Life.